# Anthony Frenet
Pas d'image ? Cliquez ici

a Compétitions nationales et continentales officielles uniquement.

Dernière mise à jour le 19 mars 2018.
Anthony Frenet, né le 18 juillet 1983, est un joueur de rugby à XV français qui évolue au poste d'arrière ou de centre. Il joue au sein de l'effectif de l'US Bressane entre 2008 et 2017.